# Formaggio di capra di Lagundo
Il Formaggio di capra di Lagundo o Caprino di Lagundo (in tedesco: Algunder Ziegenkäse) è un formaggio caprino italiano da tavola semicotto, a pasta semidura, prododotto nel Burgraviato ed in particolare a Lagundo e Merano.
Viene prodotto tra aprile ed ottobre con latte intero di capre locali, caglio di capretto o di vitello e fermenti lattici. La salatura avviene tramite immersione in salamoia per otto ore. La stagionatura dura fino a tre mesi. Le forme hanno un diametro di 10-12 cm, un'altezza di 6-8 cm ed un peso di circa 1 kg.
È riconosciuto quale prodotto agroalimentare tradizionale.